# Numero altamente totiente
In teoria dei numeri, un numero altamente totiente è un intero k maggiore di 1 tale che l'equazione
φ(x) = k,
dove φ rappresenta la funzione totiente di Eulero, abbia più soluzioni che qualsiasi altro numero minore di k. I primi numeri altamente totienti sono: 
1, 2, 4, 8, 12, 24, 48, 72, 144, 240, 432, 480, 576, 720, 1152, 1440 .
L'insieme dei numeri altamente cototienti è un sottoinsieme della sequenza dei più piccoli interi k il cui valore è assunto dalla funzione totiente n volte. Dopo 1, tutti i numeri altamente cototienti sono pari, essendo 1 l'unico numero dispari a non essere nontotiente. I numeri altamente totienti possono essere espressi in più modi come prodotto di fattori nella forma p-1, dove p è un numero primo. Dopo 167, sono tutti congrui a 9 modulo 10, ovvero esprimibili nella forma 10n - 1. I numeri altamente cototienti sono concettualmente simili ai numeri altamente composti: esistono infiniti numeri in entrambe le categorie, sono tutti pari a parte 1 e la difficoltà computazionale richiesta per identificarli è analoga.